# Чихачов Петро Олександрович
Чихачо́в Петро́ Олекса́ндрович (* 1808, Гатчина — † 1890) — російський географ, геолог та мандрівник.
Народився в сім'ї директора міста Гатчина. В 1820 році переселився до Царського Села. Отримав домашню освіту, вступив до Санкт-Петербурзького університету, їздив на лекції за кордон. Після навчання працював перекладачем в Державній колегії іноземних справ та російському посольстві в Стамбулі. З 1839 року почав вивчати геологію Апеннінського півострова, склав першу мапу його півдня. В 1842 році брав участь в експедиції в Алтай. Результати роботи були викладені в праці «Подорож до Східного Алтаю», виданій в Парижі в 1845 році. Найбільшим досягненням Чихачова вважається відкриття одного з найбільших у світі Кузнецького кам'яновугільного басейну. На його честь був названий один з гірських хребтів Алтаю. В 1854-63 роках керував 8 експедиціями по Вірменії, Курдистану, Персії та Османській імперії. В результаті була складена мапа Малої Азії, видано понад 100 праць.

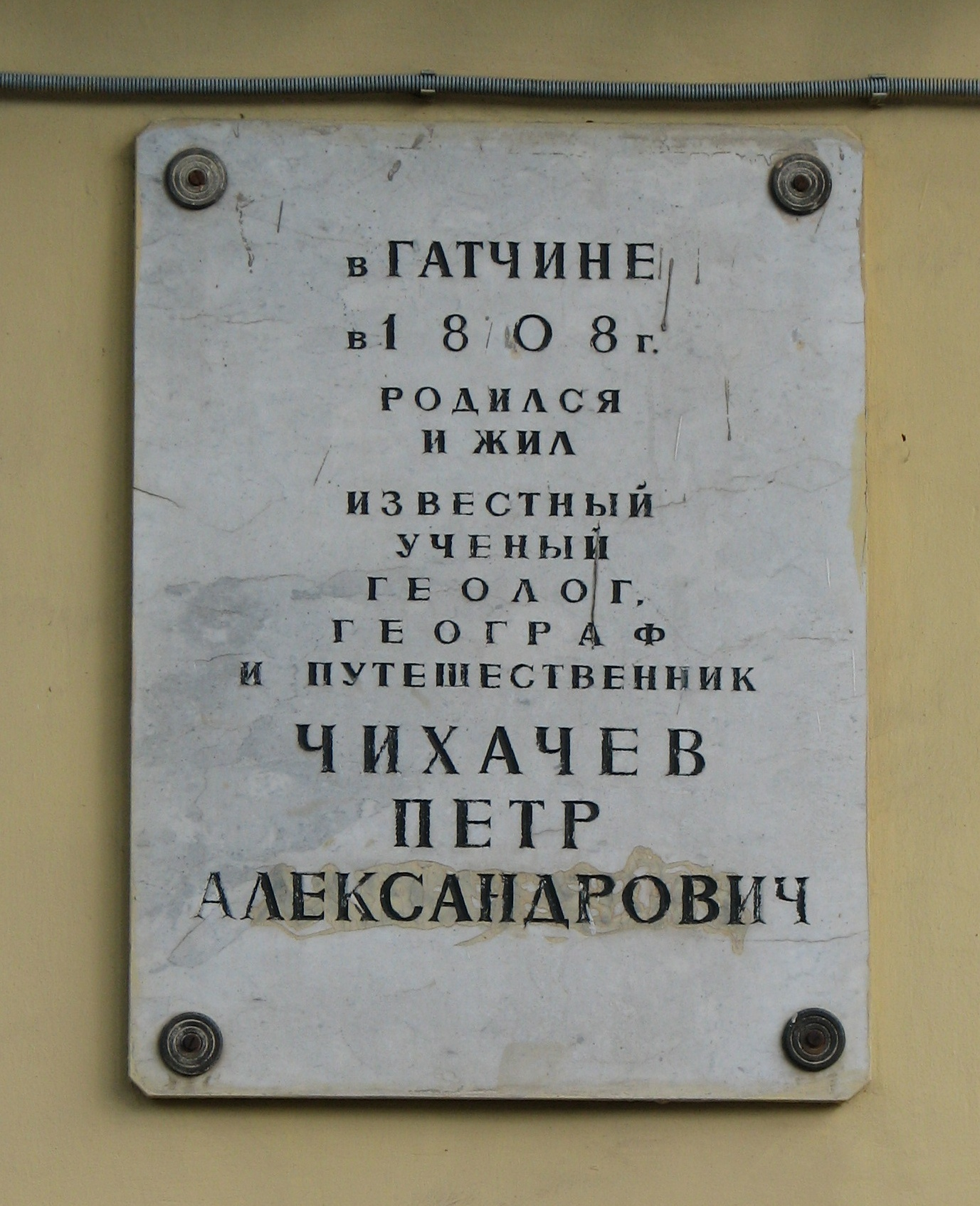
Меморіальна дошка